# Halenia dasyantha
Halenia dasyantha är en gentianaväxtart som beskrevs av Ernest Friedrich Gilg. Halenia dasyantha ingår i släktet Halenia och familjen gentianaväxter. Inga underarter finns listade i Catalogue of Life.